# Sint-Servaasabdij (Utrecht)
De Sint-Servaasabdij is een verdwenen vrouwenklooster in de Nederlandse stad Utrecht.

## Geschiedenis
Het klooster werd in het eerste kwart van de 13e eeuw opgericht vanuit de Janskerk en kreeg in eerste instantie een locatie aan de oostzijde van de stad buiten de stadsmuren. Al zeer spoedig werd het klooster naar binnen de muren verplaatst door de Utrechtse bisschop Otto van Lippe
waarbij de adellijke nonnen toetraden tot de cisterciënzersorde en het klooster een abdij werd. De nieuwe bisschop deed aanzienlijke schenkingen en voegde rond 1229 een kerkgebouw aan het abdijperceel toe. Paus Innocentius IV schonk omstreeks 1250 twee privileges aan de abdij.
In het buitengerecht Abstede in de stadsvrijheid was de abdij de belangrijkste grondbezitter, daarin lag de Galgenwaard die in zijn geheel toebehoorde aan de Sint-Servaasabdij.
In het laatste kwart van de 16e eeuw werd de Sint-Servaasabdij gereformeerd. In die periode plunderden troepen van graaf Adolf van Nieuwenaar het klooster en het goederenbeheer kwam onder de ridderschap te vallen. In 1669 besloot de ridderschap de abdijgebouwen te verkopen, waarna een deel van de gebouwen werd afgebroken en de grond werd herbestemd. Uiteindelijk zijn de laatste bouwwerken van dit klooster rond 1840 gesloopt, de periode dat het Zocherpark werd aangelegd. De straatnaam Servaasbolwerk en de Servaasbrug in de zuidoosthoek van het Museumkwartier herinneren nog aan het klooster dat er lag.
Agnietenklooster · Andreasklooster · Sint-Barbaraklooster · Begijnhof · Klooster Bethlehem · Brigittenklooster · Catharijneconvent · Ceciliaklooster · Cellebroedersklooster · Klooster Cenakel · Duitse Huis · Hieronymusconvent · Jeruzalemklooster · Karmelietenklooster · Kathedraalschool · Maria Magdalenaklooster · Mariëndaal · Minderbroederklooster · Nieuwlicht · Sint-Nicolaasklooster · Paulusabdij · Predikherenklooster · Regulierenklooster · Sint-Servaasabdij · Sint-Stevensabdij · Sint Ursulaklooster · Vredendaal · Wittevrouwenklooster